# Peter Wiepert
Peter Wiepert (* 19. Juli 1890 in Bisdorf auf Fehmarn; † 21. Februar 1980 Bisdorf auf Fehmarn) war ein Bauer, Schriftsteller, fehmarnscher Heimatforscher und langjähriger Leiter des Fehmarn-Museum in Burg auf Fehmarn, das bis 2014 seinen Namen trug.

## Leben

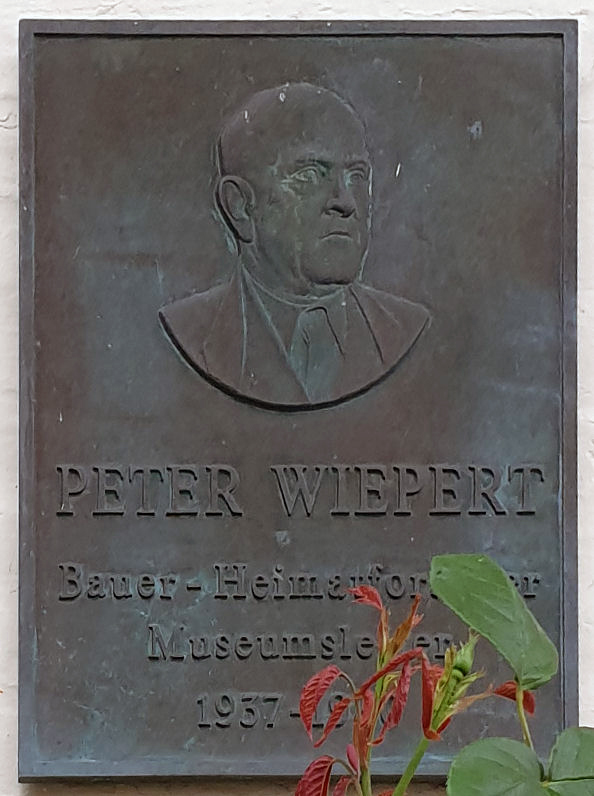
Gedenktafel am Haus, Breite Straße 49, in Burg auf Fehmarn

Wiepert begann nach eigenen Angaben schon als Jugendlicher mit heimatkundlichen Forschungen zu Geschichte und Brauchtum der Insel Fehmarn. Während der Weimarer Republik schrieb er Aufsätze für Zeitungen und Zeitschriften.
Die Heirat seiner Cousine Lina Heydrich, geborene von Osten und gebürtige Femahranerin, mit Reinhard Heydrich ermöglichte Wiepert zur Zeit des Nationalsozialismus Kontakt und Zugang zu führenden Vertretern des NS-Staates. Wiepert bemühte sich um eine Förderung seiner heimatkundlichen Arbeit durch das Regime. Sein Gesuch um Aufnahme in die NSDAP wurde mit Verweis auf eine frühere Logenmitgliedschaft jedoch zunächst abgelehnt, Er traf mehrfach mit NS-Größen wie Himmler zusammen und kooperierte mit dem SS-„Ahnenerbe“ wie auch mit der Gestapo.
Im Auftrag Heydrichs verwaltete Wiepert das von der SS-Nordhav-Stiftung erworbene Gut Katharinenhof auf Fehmarn, das als SS-Erholungsheim betrieben wurde.
Sein Buch Führer durch die Stadt Burg und die Dörfer der Insel Fehmarn. Ein heimatkundlicher Beitrag erschien 1941 im Verlag des SS-„Ahnenerbes“.

## Nach 1945
Nach Kriegsende wurde er von den Alliierten für einige Monate bis Ende Mai interniert und 1949 entnazifiziert.
Bis zu seinem Tod lieferte Wiepert noch zahlreiche Beiträge auf hochdeutsch und plattdeutsch für Zeitungen und Zeitschriften, ebenso für Hörfunk und Fernsehen. Einige seiner Schriften veröffentlichte er als „Graue Literatur“ im Selbstverlag.

## Werke (Auswahl)
- Abgestorbene und absterbende Wörter der Fehmarnschen Mundart. In: Die Heimat. Bd. 32 (1922), Heft 1, Januar 1922, S. 11f. (Digitalisat).
- Bi'n Taumaken. In: Die Heimat. Bd. 32 (1922), Heft 5, Mai 1922, S. 88–90 (Digitalisat).
- Opn Truerkamp: en wohr Geschich ut ol fehmersch Akten un Urkunn: op ol fehmersch Plattdütsch vertellt. Pöppinghaus, Bochum-Langendreher 1932.
- Der Landschreiber der vormaligen Landschaft Fehmarn. In: Die Heimat. Monatsschrift des Vereins zur Pflege der Natur- und Landeskunde in Nordelbingen. Bd. 44 (1934), Heft 6, Juni 1934, S. 209–212 (Digitalisat).
- Die Kirche zu Landkirchen auf Fehmarn: mit einer Schilderung kirchlicher Zeremonien, fehmarnscher Sitten und Gebräuche, Sagen und Volkserzählungen, nebst anderen volkskundlichen Überlieferungen ; ein Beitrag zur fehmarnschen Heimatkunde. Tandler, Kiel 1936.
- Führer durch die Stadt Burg und die Dörfer auf der Insel Fehmarn : ein heimatkundlicher Beitrag. Ahnenerbe-Stiftung Verlag, Berlin-Dahlem 1941.
- Erinnerungen an den Aufenthalt des plattdeutschen Dichters Klaus Groth auf der Insel Fehmarn von 1847–1853. Selbstverlag, Bisdorf auf Fehmarn 1949.
- Fehmarnscher Wegweiser: ein heimatkundlicher Beitrag. Dose, Burg (Fehmarn) 1953.
- Von der Wiege bis zur Bahre: eine zusammenfassende Schilderung altfehmarnscher Sitten und Gebräuche. Schleswig 1955.
- Mitarbeiter: Schleswig-holsteinisches Volksleben. Arbeitsgemeinschaft für Landes- und Volkstumsforschung, Schleswig 1955.
- Die Steinfischerei an der Insel Fehmarn : berichtet nach urkundlichen und mündlichen Überlieferungen. Selbstverlag, Bisdorf (Fehmarn) 1959.
- Die „Monarchen“: eine interessante volkskundliche Plauderei über das Leben und den Aufenthalt der früheren Erntearbeiter auf der Insel Fehmarn ; mit „Monarchen“-Liedern und gesammelten Spezialausdrücken aus der sog. Kunden-Sprache. Selbstverlag, Bisdorf (Fehmarn) 1959.
- Das altfehmarnsche Denkelbok und die Wetlüde : eine merkwürdige und besondere Rechtsform der früheren Landschaft Fehmarn. Selbstverlag, Bisdorf (Fehmarn) 1960.
- Vorgeschichtliche Funde auf der Insel Fehmarn: ein Verzeichnis der stein-, bronze- und eisenzeitlichen Funde und Fundplätze, mit Angabe der Lage früherer Steinkammern, grösserer Steinsetzungen und Urnenfriedhöfe usw. Selbstverlag, Bisdorf (Fehmarn) 1960.
- Wenn früher auf Fehmarn ein neues Haus gebaut wurde : Eine heimatkundliche Arbeit. Selbstverlag, Bisdorf (Fehmarn) 1960.
- Altfehmarnscher Sport und die Geschichte des Sportvereins in Burg auf Fehmar, ein heimatkundlicher Beitrag. Selbstverlag, Bisdorf (Fehmarn) 1960.
- Lemkenhafen auf Fehmarn: heute ein Fischerdorf – früher eine mittelalterliche Stadt ; ein heimatkundlicher Beitrag. Selbstverlag, Bisdorf (Fehmarn) 1960.
- Jugenderinnerungen einer alten Fehmaranerin aus Petersdorf aus der Zeit um 1840/1850. Selbstverlag, Bisdorf (Fehmarn) 1961.
- Insel Fehmarn: Die Krone im blauen Meer. Fehmarnscher Wegweiser. Ein heimatkundlicher Beitrag. Dose, Burg auf Fehmarn 1961.
- Die Segelwindmühle in Lemkenhafen auf Fehmarn, ihre Geschichte und nähere Beschreibung. o. O. 1961
- Plattdutsch fehmarnsch Heimatleeder. Bidsdörp 1964.
- Kleiner Fehmarnführer: um sich auf dem „Knuust“ zurechtzufinden. Dose, Burg auf Fehmarn 1964.
- Hrsg.: Volkserzählungen von der Insel Fehmarn. Wachholtz, Neumünster 1964 (Niederdeutsche Denkmäler; 10).
- Alte volkssportliche Wettkämpfe und die Anfänge der Vereinsturnerei suf der Insel Fehmarn. In: Beiträge zur deutschen Volks- und Altertumskunde. Bd. 8 (1964), S. 51–59.
- Fehmarnsch Humor: Vertelln, Döntjers un Schnack von de Insel Fehmarn. Selbstverlag, Bisdorf auf Fehmarn 1965
- De fehmarnsch Geschwader op de Reis na Kiel : Een lustig plattdütsch un wohr Geschich von Fehmarn, utn Volksmund sammelt un vertellt. Selbstverlag, Bisdorf auf Fehmarn 1965
- Die Sozialdemokratie auf Fehmarn. Bisdorf auf Fehmarn 1972.
- Fiete Lammers: die bewegte Lebensgeschichte eines Fehmaraners. Wolff, Burg auf Fehmarn 1972.